# Harumi Tsuyuzaki
Harumi Tsuyuzaki, nota anche con lo pseudonimo di Lyrico (露崎春女?, Tsuyuzaki Harumi; Kawasaki, 11 aprile 1974), è una cantante giapponese, dedita principalmente ai generi pop e R&B e professionalmente in attività dalla metà degli anni novanta.

## Biografia
Durante la sua carriera ha pubblicato 19 singoli e 18 album, di cui 12 in studio, il primo dei quali è l'album eponimo del 1995.
Tra il 2001 e il 2008, ha utilizzato il nome d'arte di Lyrico.

### Vita privata
Si è sposata in seconde nozze nel 2009, dopo un precedente matrimonio durato sette anni, dal 1995 al 2002.

## Discografia

### Album in studio
- 1995 - Harumi Tsuyuzaki
- 1996 - Wonder Of Dream
- 1997 - Wonder Of Love
- 1998 - Believe Yourself
- 1999 - Ballads
- 2000 - As I Am
- 2002 - Tender Lights
- 2002 - Voices of Grace
- 2004 - Flavours
- 2005 - Golden Best
- 2008 - 13years
- 2011 - Now Playing
- 2011 - Sacrifice
- 2012 - Respect
- 2013 - Love Naturally

### Album dal vivo
- 1997 - Thank You! Wonder of Love Tour '97

### Raccolte
- 1999 - Especial Best Of 1995-1998

### Singoli
- 1995 - Time
- 1996 - Believe Yourself
- 1996 - Need You Badly
- 1996 - Feel You
- 1997 - Forever In Your Heart
- 1997 - Taiyou
- 1997 - Wish
- 1998 - Feel So Real
- 1998 - Believe Yourself
- 1999 - Break On Out
- 1999 - Groove Remixes
- 2000 - Snow
- 2000 - Jyounetsu No Taiyou
- 2001 - Prayer
- 2001 - Tears In Christmas
- 2002 - True Romance
- 2002 - Eternity
- 2002 - Kiseki No Hana
- 2003 - Lost Wing
- 2004 - Ageha
- 2006 - The Song of Life ~Hikari no Uta~ con Yuji Toriyama